# Don’t Bother Me
Don’t Bother Me (englisch für: Stör mich nicht, Lass mich in Ruhe) ist ein Lied der britischen Rockband The Beatles. Es wurde am 22. November 1963 auf dem Album With The Beatles veröffentlicht. Es hat eine Länge von 2:25 Minuten. Es ist das erste Stück, das alleine von George Harrison geschrieben wurde.

## Entstehung und Aufnahme
George Harrison komponierte das Lied, als er im August 1963 krank im Hotelbett in Bournemouth lag. Die Beatles hatten vom 19. bis zum 24. August 1963 ein sechstägiges Engagement am örtlichen Gaumont-Kino. Während Harrison zur Entstehung des Lieds angab, er hätte nur herauszufinden versucht, ob er ein Lied komponieren könne, berichtete Bill Harry, Herausgeber des Musikmagazins Mersey Beat, er habe Harrison so oft gefragt, wann dieser endlich ein Lied schreiben würde, dass Harrison schließlich Don’t Bother Me als Antwort verfasst habe.
Zuvor hatte Harrison bereits gemeinsam mit John Lennon das Instrumentalstück Cry for a Shadow verfasst, das 1961 während der Aufnahmen als Begleitband für Tony Sheridan aufgenommen worden war. Seine gemeinsame Komposition In Spite of All the Danger mit Paul McCartney aus dem Jahr 1958 erschien erst im Jahr 1995 auf dem Album Anthology 1.
Eine frühe Demoaufnahme von Don’t Bother Me erschien auf verschiedenen Bootlegs, nachdem Alf Bicknell, der mehrere Jahre als Chauffeur für die Beatles gearbeitet hatte, Tonbänder mit unveröffentlichtem Material aus seiner privaten Sammlung zum Verkauf angeboten hatte. Auf diesen Bändern ist eine etwas über fünf Minuten lange Sequenz mit George Harrison bei der Arbeit an Don’t Bother Me enthalten.
Don’t Bother Me war als Plädoyer für Privatsphäre gedacht, Harrison selbst fand das Lied nicht gut. Die Stimmung des Songs war für die Beatles für 1963 untypisch, aber die Negativität war ein Merkmal, das in Harrisons späteren von ihm geschriebenen Liedern wieder auftauchte, darunter Only a Northern Song und Think for Yourself.

## Aufnahme
Die ersten Studioaufnahmen für Don’t Bother Me fanden am 11. September 1963 in den Londoner Abbey Road Studios unter der Leitung von George Martin statt. Verantwortlicher Tontechniker war Norman Smith. Diese ersten sieben Aufnahme-Takes waren allerdings nicht zufriedenstellend, sodass am folgenden Tag noch einmal neu begonnen wurde und zehn weitere Aufnahmen eingespielt wurden, wobei der sechste verwendet wurde.
Am 30. September 1963 wurde eine Monoabmischung gefertigt; am 29. Oktober 1963 eine Stereoabmischung.

## Besetzung
- George Harrison: Gesang, Leadgitarre
- John Lennon: Rhythmusgitarre, Tamburin
- Paul McCartney: E-Bass, Claves
- Ringo Starr: Schlagzeug, Bongos

## Veröffentlichungen
- Am 12. November 1963 erschien in Deutschland das erste Beatles-Album With the Beatles, auf dem Don’t Bother Me enthalten ist. In Großbritannien wurde das Album am 22. November 1963 veröffentlicht, dort war es das zweite Beatles-Album.
- In den USA wurde Don’t Bother Me auf dem dortigen zweiten Album Meet the Beatles! am 20. Januar 1964 veröffentlicht.

## Coverversionen
Es wurden über 35 Coverversionen von Don’t Bother Me veröffentlicht.